# 곽튜브
곽튜브(KwakTube, 본명: 곽준빈, 1992년 2월 2일~)는 대한민국의 여행을 주 컨텐츠로 하는 종합 유튜버이자 사업가, 방송인이다.

## 학력
- 신연초등학교(졸업)
- 배정중학교(졸업)
- 부산컴퓨터과학고등학교(중퇴)
- 고등학교 졸업 학력 검정고시(합격)
- 부산외국어대학교(러시아언어통상전공 학사)

## 방송 출연
- 지구마불 세계여행
- 곽준빈의 세계기사식당
- 전지적 참견 시점
- 유 퀴즈 온 더 블럭
- 팝업 상륙작전
- 크레이지 리치 코리안
- 달려라 석진
- 라면꼰대3
- 라면꼰대5

## 수상
- 2021년: 유튜브 실버버튼
- 2022년: 유튜브 골드버튼
- 2024년: 제3회 청룡 시리즈 어워즈 신인 남자 예능인상(데블스 플랜)

## 같이 보기
- 빠니보틀
- 샌드박스 네트워크